# Gib Guilbeau
Floyd August Guilbeau, detto Gib (Sunset, 26 settembre 1937 – Los Angeles, 12 aprile 2016), è stato un cantante e musicista statunitense noto principalmente per aver militato in band quali Flying Burrito Brothers e Swampwater

## Biografia
Nel 1960, Guilbeau formò i Four Young Men con il chitarrista Wayne Moore, a cui Bobby Edwards si unì per diventare Bobby Edwards & the Four Young Men. Insieme, pubblicarono il singolo "You're the Reason", che divenne un successo nazionale, raggiungendo la posizione #4 Country e #11 nella Billboard Hot 100 nel 1961.
Nel 1967 Guilbeau formò i The Reasons (alias "Nashville West", in realtà il nome di un club in cui suonavano a El Monte, CA), un gruppo country rock di breve durata con il polistrumentista Gene Parsons, il chitarrista Clarence White, ex Kentucky Colonels, e Wayne Moore al basso. Insieme a band come Byrds, Dillard & Clark e la International Submarine Band, Nashville West è stata una delle prime band country rock. 
Nel 1969, Guilbeau suonò nel gruppo Swampwater, prima di unirsi agli Stone Poneys, band nella quale aveva esordito alcuni anni prima Linda Ronstadt.
Nel 1972, Guilbeau ha contribuito alla colonna sonora del film di Martin Scorsese America 1929 - Sterminateli senza pietà. Nel 1974, insieme a Gene Parsons e ai membri originali Chris Ethridge e Sneaky Pete Kleinow, formò una versione moderna dei Flying Burrito Brothers. La band subì molti cambiamenti di personale, esibendosi e registrando sporadicamente fino agli anni '90. In qualità di compositore ha lavorato per Ricky Nelson, Bobby Womack, Ronnie Wood e Rod Stewart.
È morto nel 2016, all'età di 78 anni..

## Discografia

### Solista
- 1969 - Cajun Country
- 1973 - Gib Guilbeau Sings
- 1978 - Toe Tapping Music

### Con i Flying Burrito Brothers
- Hearts on the Line (1981)
- Sunset Sundown (1982)
- Eye of a Hurricane (1994)
- California Jukebox (1997)
- Honky Tonkin' aka Sons of the Golden West (1999)